# جعفر سلماسی

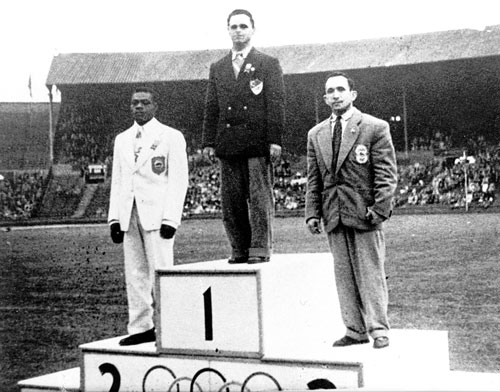
جعفر سلماسی، روی سکوی سوم، و دریافت نخستین نشان ایران در تاریخ بازی‌های المپیک

محمد جعفر سلماسی (۳۱ شهریور ۱۲۹۰ – ۱۱ بهمن ۱۳۷۸) وزنه‌بردار اهل ایران بود. وی نخستین مدال‌آور ورزش ایران در بازی‌های المپیک می‌باشد که موفق به کسب نشان برنز در المپیک ۱۹۴۸ لندن شد. وی در نخستین دورهٔ بازی‌های آسیایی در سال ۱۹۵۱ در دهلی نو نیز به مدال طلای دستهٔ پَر وزن (۶۰ کیلوگرم) رسید.

## زندگی
محمدجعفر در سال ۱۲۹۰ خورشیدی در کاظمین به دنیا آمد. اجداد روحانی وی، سال‌ها پیش از سلماس عازم کاظمین شده بودند. وی در جنگ جهانی دوم به ایران بازگشت و در تهران ساکن گردید.

## وزنه‌برداری
سلماسی وزنه‌برداری را در تهران در باشگاه نیرو و راستی که متعلق به منوچهر مهران بود فراگرفت و در کنار رسول رئیسی و محمود نامجو پایه‌گذار نخستین تیم ملی وزنه‌برداری ایران شد. نامجو در خاطرات خود گفته است که بر اثر دیدن تمرینات سلماسی به وزنه‌برداری علاقه‌مند شده است.
المپیک لندن ۱۹۴۸
سلماسی در اولین حضور ایران در المپیک، نخستین مدال ایران را در دستهٔ پُر وزن (۶۰ کیلوگرم) به دست آورد.
در آن زمان رقابت‌های وزنه‌برداری از سه بخش پرس نظامی، یک‌ضرب و دوضرب تشکیل می‌شد و سلماسی در پرس نظامی با مهار وزنهٔ ۱۰۰ کیلویی رکورد المپیک آنتونی ترلازو آمریکایی را ۷٫۵ کیلو ارتقا داد و از رقبا پیش افتاد. اما محمود فیاض مصری با وزنهٔ ۱۰۵ کیلو در یک‌ضرب و ۱۳۵ کیلو در دوضرب رکورد جهان را با ۳۳۲٫۵ کیلوگرم شکست و قهرمان شد، وزنه‌بردار کشور ترینیداد و توباگو با مجموع ۳۱۷٫۵ کیلوگرم در جای دوم و سلماسی با ۹۷٫۵ در یک‌ضرب و ۱۱۵ در دوضرب و مجموع ۳۱۲٫۵ در جای سوم قرار گرفت.
سلماسی ۳ سال بعد در اولین دورهٔ بازی‌های آسیایی شرکت کرد و با رکورد مجموع ۲۹۷٫۵ کیلو به قهرمانی رسید و در ۳۲ سالگی از تیم ملی خداحافظی کرد.
۱۰ وزنه‌بردار تیم ملی ایران در این دوره با ۷ مدال طلا و ۳ مدال نقره به قهرمانی رقابت‌ها رسیدند.

## مرگ
سلماسی کارمند آموزش و پرورش بود و پس از سال‌ها ابتلا به بیماری دیابت در ۱۱ بهمن ۱۳۷۸ در بیمارستان باهنر تهران درگذشت و در قطعهٔ ۲۲، ردیف ۴، شماره ۶۰ بهشت زهرا دفن شد.